# Dominik Mysterio
Dominik Óscar Gutiérrez (San Diego (Californië), 5 april 1997), beter bekend als "Dirty" Dominik Mysterio, is een Amerikaans professioneel worstelaar die sinds 2020 actief is in de World Wrestling Entertainment. Dominik is een 2-voudig NXT North American Champion.
Dominik zijn betrokkenheid in de worstelwereld dateert terug in 2003 waar hij evenementen van WWE ging bijwonen, als kind, om zijn vader te zien. Op acht-jarige leeftijd raakte hij betrokken in een vehaallijn tussen Eddie Guerro en Rey Mysterio over zijn wettelijke hechtenis.
In 2017 begon hij te trainen en vormde hij een tag team met zijn vader en verovede samen het SmackDown Tag Team Championship. Later, in 2022, keerde hij tegen zijn vader om zich aan te sluiten bij The Judgment Day en vocht tegen zijn vader in een nederlaag bij het evenement WrestleMania 39.
Gutiérrez is een derde generatie worstelaar, na zijn vader Rey Mysterio en oudoom Rey Misterio Sr.

## Privé leven
Mysterio trouwde op 6 maart 2024 met zijn vriendin Marie Juilette.

## Prestaties
- ESPN
  - Gerangschikt op nummer 5 van de 30 best Pro Wrestlers Under 30 in 2023[6]
- New York Post
  - Faction of the Year (2023) als lid van The Judgment Day[7]
- Pro Wrestling Illustrated
  - Rookie of the Year (2020)
  - Faction of the Year (2023) als lid van The Judgment Day
  - Most Hated Wrestler of the Year (2023)
  - Gerangschikt op nummer 94 van de top 500 worstelaars in de PWI 500 in 2023[8]
- WWE
  - WWE Intercontinental Championship (Huidig)
  - NXT North American Championship (2 keer)
  - WWE SmackDown Tag Team Championship (1 keer) – met Rey Mysterio
  - Slammy Award (3 keer)
    - Faction of the Year (2024) – als lid van The Judgment Day
    - Villain of the Year (2024)
    - Villian of the Year (2025) – Met Liv Morgan